# Борщёвский агротехнический колледж
Борщёвский агротехнический колледж — высшее учебное заведение в городе Борщёв Тернопольской области Украины.

## История
1 ноября 1946 года в Борщёве была открыта одногодичная сельскохозяйственная школа, начавшая подготовку почвоведов, садовников, лесников и пасечников.
В 1955 году на базе сельхозшколы был создан Борщёвский техникум механизации сельского хозяйства.
С 1955 до 1972 года техникум подготовил свыше трёх тысяч техников-механизаторов и техников-электриков, в 1972/1973 гг. здесь обучалось 950 человек.
12 августа 1988 года учебное заведение было преобразовано в Борщёвский совхоз-техникум.
После провозглашения независимости Украины совхоз-техникум был передан в ведение министерства сельского хозяйства и продовольствия Украины.
1 июля 1994 года совхоз-техникум был реорганизован в Борщёвский агротехнический колледж.
В марте 1995 года Верховная Рада Украины внесла колледж в перечень предприятий, учреждений и организаций, приватизация которых запрещена в связи с их общегосударственным значением.
В феврале 2015 года колледж передали в ведение министерства образования и науки Украины.

## Современное состояние
Колледж является высшим учебным заведением I—II уровней аккредитации, которое осуществляет подготовку младших специалистов по шести специальностям.